# Alma, Nebraska
Alma är administrativ huvudort i Harlan County i delstaten Nebraska. Orten har fått sitt namn efter dottern till bosättaren N.P. Cook. Enligt 2010 års folkräkning hade Alma 1 133 invånare.